# Иња
Иња (слч. Iňa) насељено је мјесто са административним статусом сеоске општине (слч. obec) у округу Љевице, у Њитранском крају, Словачка Република.

## Становништво
| Година:    | 1994. | 2004.    | 2014.   | 2024.    |
| ---------- | ----- | -------- | ------- | -------- |
| Број људи: | 235   | 208      | 204     | 225      |
| Разлика:   |       | -11,48 % | -1,92 % | +10,29 % |

| Година:    | 2023. | 2024.   |
| ---------- | ----- | ------- |
| Број људи: | 221   | 225     |
| Разлика:   |       | +1,80 % |

Према подацима о броју становника из 2011. године насеље је имало 206 становника.